# Flip Da Scrip
Flip Da Scrip ist das niederländische Hip-Hop- und R&B-Projekt von DJ Cooly D und Rapper Glaze (Stef Bruinsma, * in der Bronx, New York). In der zweiten Hälfte der 1990er Jahre hatte die Band einige Single-Hits, darunter Throw Ya Hands in the Air ’95.

## Bandgeschichte
Im Jahr 1990 gründeten DJ Cooly D und Glaze aus Enschede das Projekt Flip Da Scrip. Drei Jahre später erschien das erste Album Products of da Piemel, auf dem sich u. a. die Originalversion von Throw Ya Hands in the Air befand, deren 1995er Remix später den Durchbruch bedeuteten sollte. Nach ersten Erfolgen in der Heimat, z. B. mit dem Titel Who’s in da House, traten sie als Vorgruppe bei den Konzerten von R. Kelly in den Niederlanden auf.
Es kam zu einem Vertrag mit dem deutschen Label Dos Or Die / Nightown Records. Auftritte beim Dome-Festival in Köln, wo sie neben den Backstreet Boys, *NSYNC und DJ Quicksilver auf der Bühne standen, machten Flip Da Scrip weiter bekannt.
Nachdem Glaze 1997 eine Solokarriere begonnen hatte, kamen für ihn Rapper Bear und die Sänger Winston und Crucial in die Band. Mit der neuen Besetzung entstand die Single I Never Told You, die europaweit erfolgreich war. Bis 2001 produzierten die Musiker hauptsächlich Hip-Hop-Tracks, wie Have You Ever und After All. Danach ruhten die Aktivitäten.
Seit 2012 hat Flip Da Scrip eine neue Formation. Cuttinkaos aka Toni Vaganza schloss sich dem Bandgründer Cooly D an und gemeinsam starteten sie den Flip Da Scrip DJ Act. Cooly D produzierte die Single The Weekend im Stil des Hiphop der 90er. 2018 erschien die Single WTH you want from me? (gemeinsam mit SoniQ und King MC), 2025 Party Here! und Get That Drink beide als Re-Issue und als neue Single This is how we do it.

## Diskografie

### Alben
- 1993: Products of da Piemel (CNR Music)
- 1996: Confusion – The Album (CNR Music)
- 1998: Never Told You
- 2000: The Rare Jamz
- 2001: Thats the Way (unveröffentlicht)[2]
- 2010: Confusion – Remastered (13 mp3-Files)
- 2010: The Rare Jamz – Remastered (17 mp3-Files)
- 2010: Never Told You – Remastered (15 mp3-Files)

### Singles
- 1992: Throw Your Hands in the Air
- 1993: Smack It, Flip It, Rub It Down
- 1994: Who’s in da House
- 1995: Throw Ya Hands in the Air ’95 Remixes
- 1995: She’s Got That Bubble (Remix)
- 1996: You to Me
- 1996: Nothing Like Viva (Hip Hop Alliance feat. Down Low & Flip Da Scrip)
- 1996: Everybody Funk Now
- 1996: Hey Now! (Crucial feat. Flip Da Scrip)
- 1997: I Never Told You
- 1997: You Can Run
- 1997: Untitled
- 1998: Have You Ever
- 2000: That’s the Way / After All (Africa)
- 2011: Make Noize (2-4 Grooves feat. Flip Da Scrip)
- 2017: The Weekend (feat. SoniQ)
- 2018: WTH you want from me (feat. SoniQ and King MC)
- 2025:  Party Here! (Re-Issue)
- 2025:  Get That Drink (Re-Issue)
- 2025: This is how we do it
- 2025: Somebody Else’s Girl (feat Big Cody)